# Mary Antin

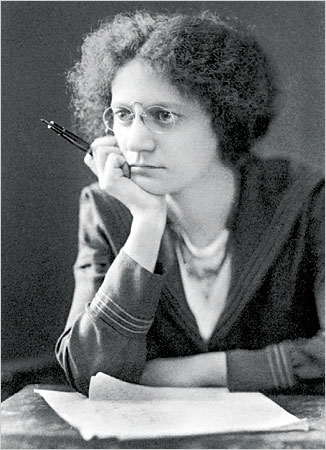
Mary Antin, 1915

Mary Antin (* 13. Juni 1881 in Polazk; † 15. Mai 1949 in Suffern, New York) war eine US-amerikanische Autorin und Aktivistin für Immigrationsrecht.

## Leben
Als Kind einer jüdischen Familie, ihre Eltern waren Israel Antin und Esther Weltmann, in Polazk im heutigen Belarus geboren, wanderte sie 1894 mit ihrer Mutter und ihren Geschwistern nach Boston aus. Sie zog später nach New York City um, wo sie sich um eine Anstellung an der Lehrer-Hochschule der Universität von Columbia und des Barnard Colleges bewarb. Bekannt ist Antin für ihre 1912 erschienene Autobiografie The Promised Land (Titel der deutschen Übersetzung: Vom Ghetto ins Land der Verheißung), die ihre Assimilation in die amerikanische Kultur beschreibt. Nach ihrer Publikation konferierte Antin über ihre Einwanderer-Erfahrung bei vielen Veranstaltungen im ganzen Land und wurde eine Hauptverfechterin für Theodore Roosevelt und seine Fortschrittspartei.
Mary Antin war mit dem deutsch-amerikanischen Paläontologen und Geologen Amadeus Grabau verheiratet.

## Werke
- From Plotzk to Boston, Boston 1899. E-Book beim Gutenberg-Projekt (englisch)
- The Promised Land, Houghton Mifflin Company, Boston and New York 1912. Deutsch: Vom Ghetto ins Land der Verheißung. Verlag Robert Lutz, Stuttgart 1913. Autorisierte Übersetzung von M. und U. Steindorff. Kompletter Text auf pds.lib.harvard.edu